# Margaretha Hundt
Marga Bruyn-Hundt, geboren als Margaretha Hundt (Amsterdam, 28 april 1931 – Haute-Nendaz, 13 januari 1998), mede-oprichter van het maandblad Opzij, was een econome, publiciste en feministe.

## Biografie
Marga Hundt groeide op in Amsterdam en in Amersfoort, waar zij op de Rijks-HBS zat. Haar vader Richard Hundt was directeur van een handelsonderneming; haar moeder Jannetje Bastiana Buizer werkte mee in het bedrijf.
Aan de Universiteit van Amsterdam studeerde zij economie (1948–1954). Na haar afstuderen trouwde zij met de accountant Koenraad Thomas Bruyn (geb. 1928) die zij aan de universiteit had leren kennen. Zij kregen een zoon (1957) en adopteerden een dochter (1964).
Bruyn-Hundt was tot 1962 wetenschappelijk medewerker bij een consumentenorganisatie. Gedurende 1964–1979 gaf zij economieles aan het voortgezet onderwijs in Schagen en Alkmaar. In deze periode richtte zij samen met Anneke Groen de Alkmaarse afdeling van Man Vrouw Maatschappij op en in 1970 publiceerde zij in het tijdschrift Economisch Statistische Berichten een pleidooi om de economische waarde van huishoudelijk werk zichtbaar te maken door het uitbetalen van huisvrouwenloon.
Ter nadere ontwikkeling van het door haar geïntroduceerde gedachtegoed (de betekenis van onbetaald werk voor de nationale economie) kreeg Bruyn-Hundt in 1975 een halftijds aanstelling als universitair docent aan de economische faculteit van de Universiteit van Amsterdam. In haar eigen tijd gaf zij daarnaast colleges vrouwenstudies. Vanaf 1979 mocht zij zich als universitair docent (aan de economische faculteit) officieel specialiseren in vrouwenstudies. Zij vervulde deze functie tot maart 1995.
In de periode 1981–1989 was zij lid van de Emancipatieraad. Bij haar afscheid van deze raad ontving zij haar benoeming tot Officier in de Orde van Oranje-Nassau.
Na haar pensionering maakte Bruyn-Hundt haar proefschrift af waaraan zij al sinds 1985 werkte. Zij promoveerde in 1996 bij professor Wil Albeda aan de universiteit van Maastricht. Eerder dat jaar was bij haar kanker geconstateerd, en zij liet zich in Zwitserland behandelen. Twee jaar later, op 66-jarige leeftijd, overleed zij in Zwitserland aan een bloedvergiftiging.

## Publicaties
- (1970) artikel: "De huisvrouw als producente: een pleidooi voor het zichtbaar maken van huishoudelijk werk door uitbetaling van een huisvrouwenloon" in Economisch Statistische Berichten.
- (1973) artikel: "Een geëmancipeerde inkomensverdeling" in Opzij.
- (1975) artikel: "Emancipatie goed voor de portemonnee én voor de welvaart".[2]
- (1978) artikel: "Huishoudloon: plechtanker of valkuil" in Opzij.
- (1985) boek: "Huishouden = onbetaalde arbeid, maar huisvrouwenloon geen oplossing" uitg. Van Loghum Slaterus.
- (1996) proefschrift: "The economics of unpaid work" aan de universiteit van Maastricht.

## Onderscheidingen
- (1989) Officier in de Orde van Oranje-Nassau
- (1990) Aletta Jacobsprijs
- (1995) de Sta-penning van de Universiteit van Amsterdam